# San Mango d’Aquino
San Mango d’Aquino ist eine Gemeinde mit 1409 Einwohnern (Stand 31. Dezember 2023) in der italienischen Provinz Catanzaro, Region Kalabrien.

## Geografie
Das Gebiet der Gemeinde liegt auf einer Höhe von 450 m über dem Meeresspiegel und umfasst eine Fläche von 6 km². Die Nachbargemeinden sind Cleto (CS), Martirano Lombardo, Nocera Terinese. San Mango d’Aquino liegt 63 km westlich von Catanzaro.

## Geschichte
Der Ort wurde in der ersten Hälfte des 17. Jahrhunderts gegründet.

## Verkehr
Der Ort liegt etwa einen Kilometer von der A2 entfernt, an der er eine Anschlussstelle hat.